# Manuel Esquivel Durán
Manuel Esquivel Duran (Pachuca, 17 de junio de 1892-Toluca, 20 de noviembre de 1975) fue un músico, director de orquesta y compositor mexicano. Es conocido por haber compuesto la partitura del Himno al Estado de México.

## Biografía y carrera

### Primeros años
Manuel Esquivel Durán nació el 17 de junio de 1892 en Pachuca, Hidalgo. Desde muy pequeño mostró mucho entusiasmo y disciplina por la música.

### Trayectoria
Debido a su gran entusiasmo por la música, se trasladó a la Ciudad de México. Perteneció a diversas agrupaciones filarmónica; durante la revolución mexicana formó parte de las bandas militares de los generales Francisco Villa y Felipe Ángeles. Después se estableció en Toluca, Estado de México, siendo un integrante de la banda del General Amarillas, desde esa época daba audiciones en el cuartel militar y en el parque municipal. Bajo los auspicios de Don Alberto Henkel, formó una orquesta, y una escuela de música para formar a nuevos artistas. Al mismo tiempo, se dio a la tarea de organizar las bandas de música de Capulhuac, de la Escuela Correccional y la de Artes y Oficios para varones.

## Muerte
Murió en la Ciudad de Toluca, México, el 28 de noviembre de 1975. El ejecutivo estatal acordó que fuese inhumado en la Rotonda de los Hombres Ilustres.